# HC Bat Yam
Der HC Bat Yam (hebräisch מועדון הוקי בת ים‎) ist ein israelischer Eishockeyclub aus Bat Jam, der 1992 gegründet wurde und am Spielbetrieb der israelischen Eishockeyliga teilnimmt. Die Heimspiele des Vereins werden seit 2013 in der Eishalle Ice Peaks in Cholon ausgetragen. 
1995 gewann der Verein seine erste Meisterschaft. In der folgenden Spielzeit nahm er am Europapokal teil und qualifizierte sich mit zwei Siegen gegen Büyükşehir Belediyesi Ankara SK für die erste Runde des Pokalwettbewerbs. In dieser schied der Klub ohne Sieg aus.
2010 nahm der HC Bat Yam am IIHF Continental Cup teil und schied in der Gruppe mit zwei Niederlagen gegen den CH Jaca und Ankara Üniversitesi SK aus. In der Spielzeit 2011/12 konnte der Klub zwar die Hauptrunde der Israelischen Eishockeyliga gewinnen, verlor jedoch das Finalspiel gegen die Maccabi Metulla Eggenbreggers mit 1:2 nach Penaltyschießen. 2016 gewann das Team aus dem Gusch Dan dann durch einen 6:3-Endspielerfolg gegen Monfort Ma’alot den zweiten Meistertitel seiner Vereinsgeschichte. Auch 2018 und 2019 gelang der Gewinn der israelischen Meisterschaft.

## Spieler

### Nationalspieler im Kader
- Alexander Aharonov
- Sergei Frenkel
- Avishai Geller
- Joshua Greenberg
- Evgeni Kozhevnikov
- Artyom Verny

### Bekannte ehemalige Spieler
- Alon Eizenman